# Erik "Lillis" Persson
Erik "Lillis" Persson, född 19 november 1909 i Stockholm, död där 1 februari 1989, var en svensk multiidrottare som är en av få som varit landslagsman i såväl ishockey som bandy och fotboll och dessutom vunnit SM-guld i alla tre sporterna. 

## Idrottskarriär
Persson är, tillsammans med John "Jompa" Nilsson och Wilhelm "Mulle" Petersén, den ende som har vunnit SM-guld och varit landslagsman i fotboll, ishockey och bandy. Han spelade i klubbarna AIK, IK Göta, Järva IS och Karlbergs BK. Det var hans boll- och spelsinne som gjorde honom till den stora spelaren han var, hans skridskoåkning bedömdes av samtida som tämligen medioker.
Persson spelade i fotbollslandslaget i OS 1936, där Sverige förlorade sin inledningsmatch (åttondelsfinal) mot Japan. I den klassiska 3–2-förlusten mot Japan gjorde Persson de båda svenska målen.
Persson arbetade efter sin aktiva karriär som tränare för bland annat AIK i fotboll. 
Erik "Lillis" Persson var halvbror till boxaren Harry Persson.

## Meriter
- Allsvenska fotbollsmatcher: 222
- Allsvenska mål: 100
- A-landskamper: 32 fotboll, 7 ishockey, 4 bandy
- Svensk Mästare: 1932 och 1937 (fotboll), 1934, 1935 och 1938 (ishockey), 1931 (bandy), Europamästare 1932 (ishockey)